# Marland (Oklahoma)
Marland es un pueblo ubicado en el condado de Noble en el estado estadounidense de Oklahoma. En el año 2010 tenía una población de 	225 habitantes y una densidad poblacional de 321,43 personas por km².

## Geografía
Marland se encuentra ubicado en las coordenadas 36°33′37″N 97°9′6″O / 36.56028, -97.15167 (36.560363, -97.151777).

## Demografía
Según la Oficina del Censo en 2000 los ingresos medios por hogar en la localidad eran de $27,188 y los ingresos medios por familia eran $25,625. Los hombres tenían unos ingresos medios de $26,563 frente a los $18,000 para las mujeres. La renta per cápita para la localidad era de $8,918. Alrededor del 37.9% de la población estaban por debajo del umbral de pobreza.